# Pachyphytum oviferum
Espèce
Classification phylogénétique
Pachyphytum oviferum, la Plante dragée, est l'espèce la plus connue du genre de plante succulente Pachyphytum de la famille des Crassulaceae.

## Répartition
Elle est originaire du Mexique, dans des falaises rocheuses vers 1200 m d'altitude près de San Luis Potosi où elle est endémique.

## Description

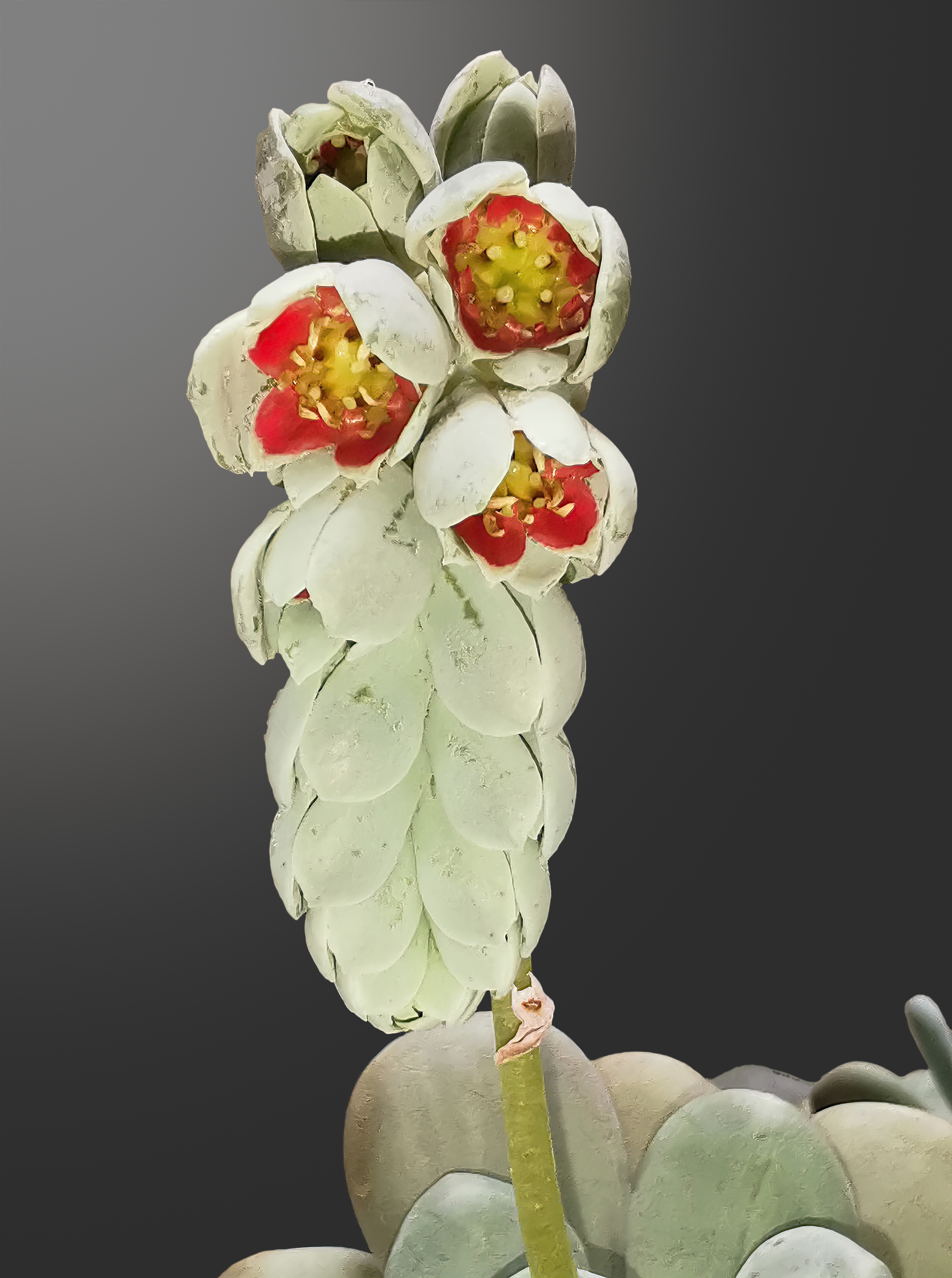
Inflorescence.

L'aspect le plus marquant est constitué par les feuilles ovoïdes en forme de dragées ou de petits œufs serrées les unes contre les autres et qui ont donné leur nom à l'espèce. Les feuilles disposées en rosette sont de couleur gris-vert clair pruinés de 2 à 4 cm de long et environ 2 cm de large.
Les tiges sont dressées puis retombantes de 20 cm de long sur 0,7 à 1,3 cm de large. Elles portent des feuilles de 3 à 5 cm de long pour 1,8 à 3 cm de large et 8 à 17 mm d'épaisseur. Elles sont de couleur gris-bleuâtre à glauques, avec un aspect pruiné.
Les inflorescences de couleur rouge en forme de clochettes sont peu attractives.

## Étymologie
- Pachy du grec épais
- phytum : feuille
- oviferum: portant des œufs

## Culture
La culture est facile, elle craint l'excès d'arrosage et la pourriture. Elle a besoin d'un sol minéral et bien drainé. Un récipient plus large que haut facilite la croissance. Éclairage ensoleillé (même plein soleil).
Arrosages moyens en été, nuls en hiver.
En hiver, la température ne doit pas descendre en dessous de 5°. La floraison n'étant pas attractive, une période de repos en hiver n'est pas indispensable.
Il est important d'éviter de toucher les feuilles car elles se détachent facilement(et souvent se bouturent toutes seules). Il faut aussi ne pas arroser, ni éclabousser les feuilles pour conserver l'aspect immaculé des feuilles pruinées gris bleu.
Le mode de multiplication le plus facile est la bouture de feuille. Sur les sujets plus âgés, on peut aussi procéder à la division des touffes.